# Ковалишин Олег Ярославович
Оле́г Яросла́вович Ковали́шин (18 серпня 1978, Київ — 23 травня 2014, Карлівка, Донецька область) — стрілець добровольчого батальйону Донецької області «Донбас», псевдо «Рейдер», учасник російсько-української війни, доброволець. Активний учасник української Вікіпедії під ніком Raider. Загинув у бою.

## Життєпис
Народився у м. Києві. Проживав з батьками у Києві, 1995 року закінчив ЗОШ № 186, 2001-го — Київський національний економічний університет імені Вадима Гетьмана, працював програмістом та аналітиком. У складі партій чи політичних організацій не перебував. Мав поганий зір, великий ступінь короткозорості.
Активний дописувач української Вікіпедії (псевдо Raider). Зареєструвався 4 квітня 2007-го, з осені того ж року почав активно писати статті. Входить до когорти найактивніших — зробив близько 20 тисяч редагувань. Започаткував майже 1000 нових статей. Писав статті на історичну тематику — про історію Стародавнього світу та середньовіччя, також про економіку, зоологію та ін. Для роботи над статтями намагався використовувати авторитетні друковані джерела, добував інформацію, якої не було в Інтернеті — для цього їздив до знаних бібліотек, де зібрав інформацію, зокрема — у бібліотеці ім. Вернадського. Так, зокрема, він працював над статтею про народи моря, котра отримала позначення «доброї статті». Вдосконалював статті інших авторів. Відвідував «вікізустрічі». Брав участь у роботі клубу історичної реконструкції «Вевериця», в селі Пересопниця відвідував місцевий історичний фестиваль.
Учасник Євромайдану, 19 лютого був поранений.

## Батальйон «Донбас»
16 квітня 2014 року Олег у своєму блозі зазначив, що записався добровольцем у батальйон «Донбас». У батальйоні був стрільцем, другий стрілець мав подавати патрони до ручного кулемета Дегтярьова, але кулемет міг стріляти тільки одиночними пострілами, кожен патрон треба було прилаштовувати в канал ствола — диск був зламаний.
Підрозділ у бою біля села Карлівка потрапив у засідку донецьких бойовиків. Під час бою він вбив одного противника, але сам був важко поранений уламками від мінометної міни, здаватися відмовився. Був розстріляний бойовиками з підствольних гранатометів. Тоді ж загинули Микола Козлов «Матвій», Василь Архіпов «Дід», Олексій Мирошниченко «Федір» та Денис Рябенко «Рябий».
На 23 червня 2014 року не був похований — рідним і бойовим побратимам так і не вдалося знайти його тіло.
Без Олега лишилися батько, мама Галина Григорівна, сестра Ольга.

## Нагороди
- нагрудна відзнака від громади міста Києва «Герой киянин»[3]
- Орден «За мужність» III ступеня (12 березня 2021, посмертно) ― за особисту мужність, виявлену у захисті державного суверенітету та територіальної цілісності України, самовіддане служіння Українському народу.[4]

## Вшанування пам'яті
- Пам'ять вікіпедистів
- 24 травня 2016 року, в школі № 186 м. Києва, котру закінчив Олег, встановлено меморіальну дошку на його честь.
- Інститут національного розвитку заснував відзнаку «Вікімеч» імені Олега «Raider» Ковалишина — «за внесок у майбутню перемогу України в інформаційній війні». Перші лауреати були нагороджені 5 червня 2021 в Києві під час Форуму українських вікіпедистів[5][6][7]

## Галерея

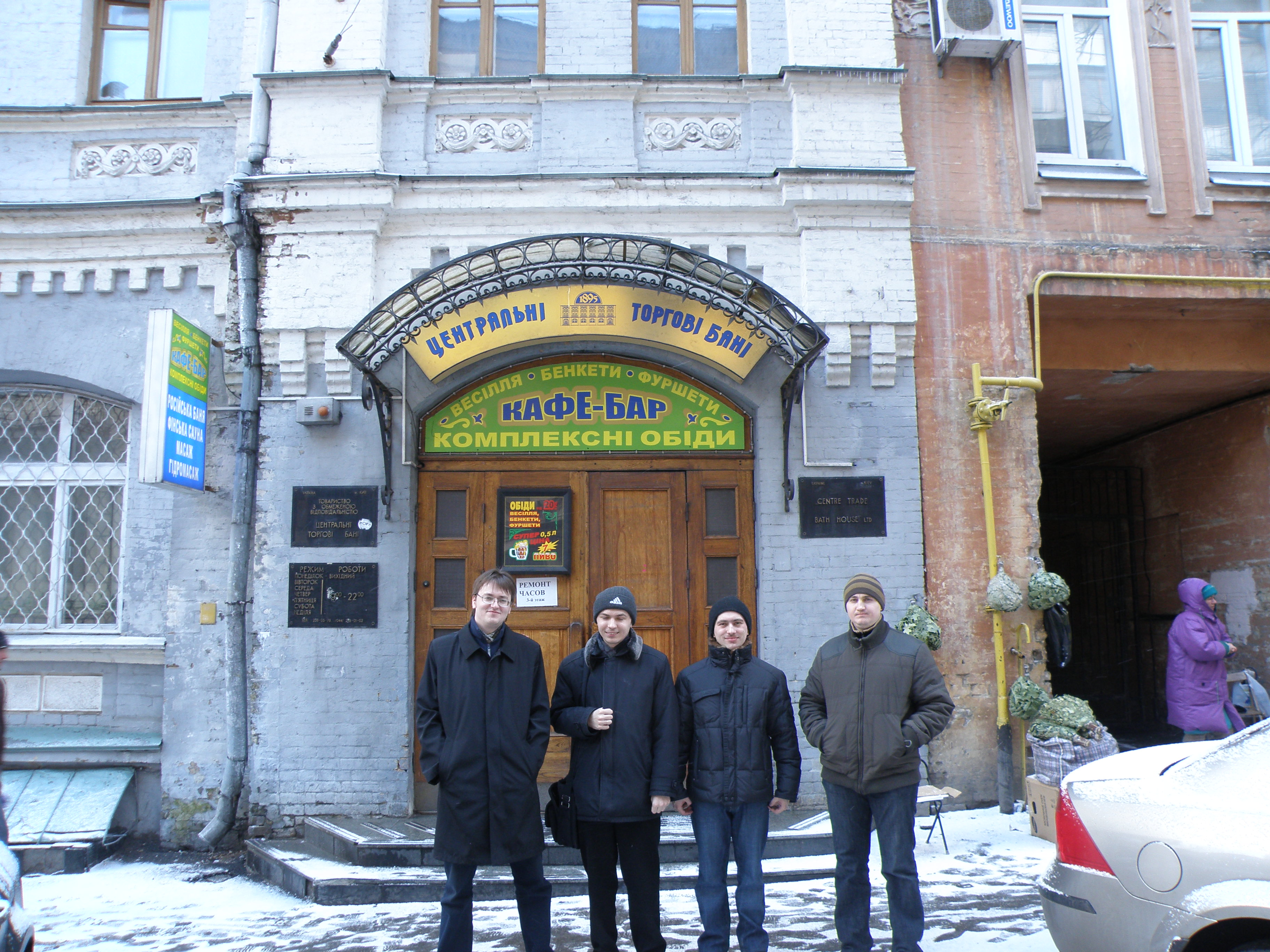
Вікіпедисти Raider, A1, Ahonc, Turzh під час Вікізустрічі 1 березня 2009 року
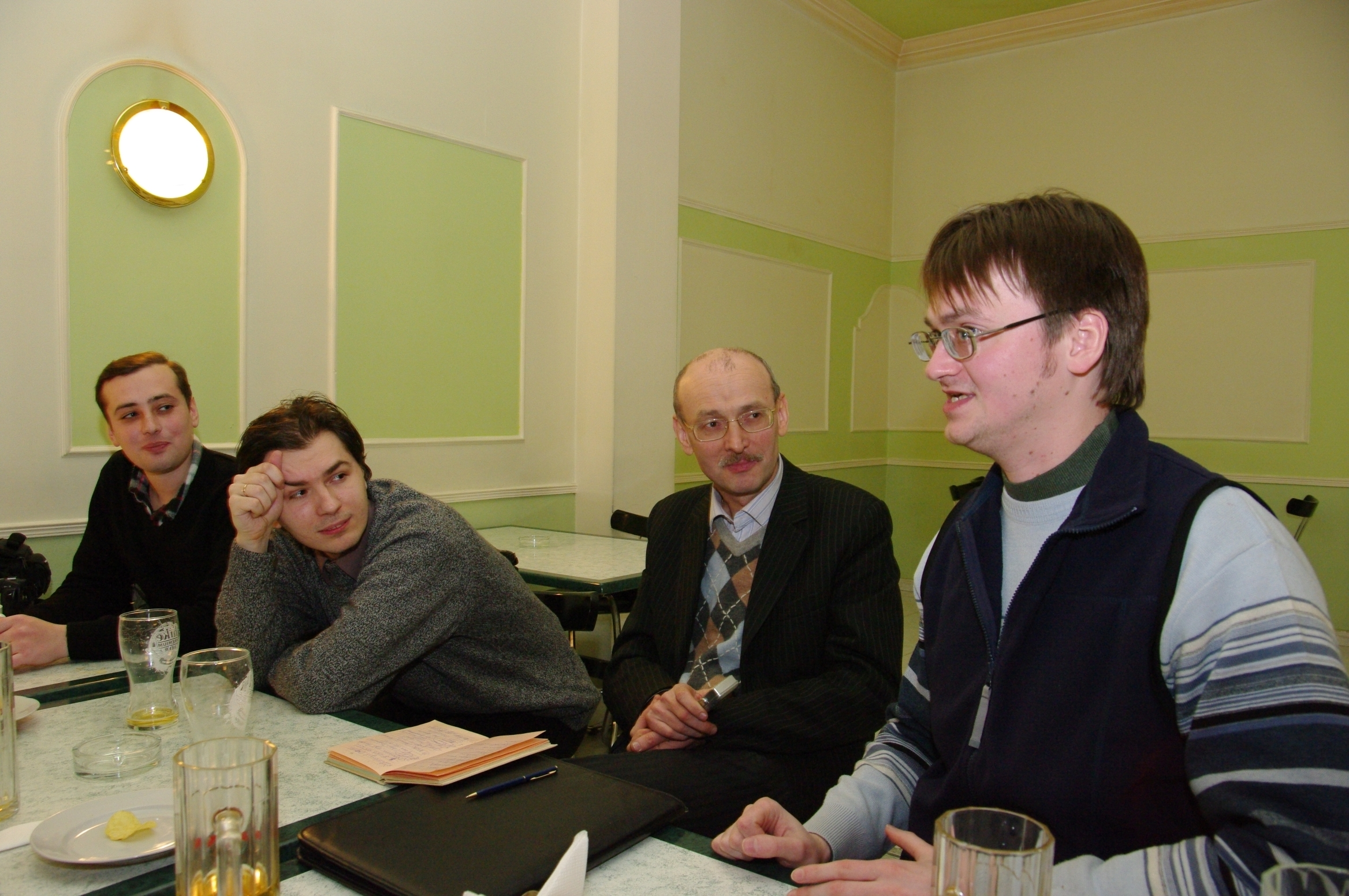
Вікізустріч у Києві 1 березня 2009 р. Вікіпедисти Z-ultimus, A1 і Perohanych слухають Олега Ковалишина
Меморіальна дошка на честь Олега Ковалишина в школі № 186 м. Києва
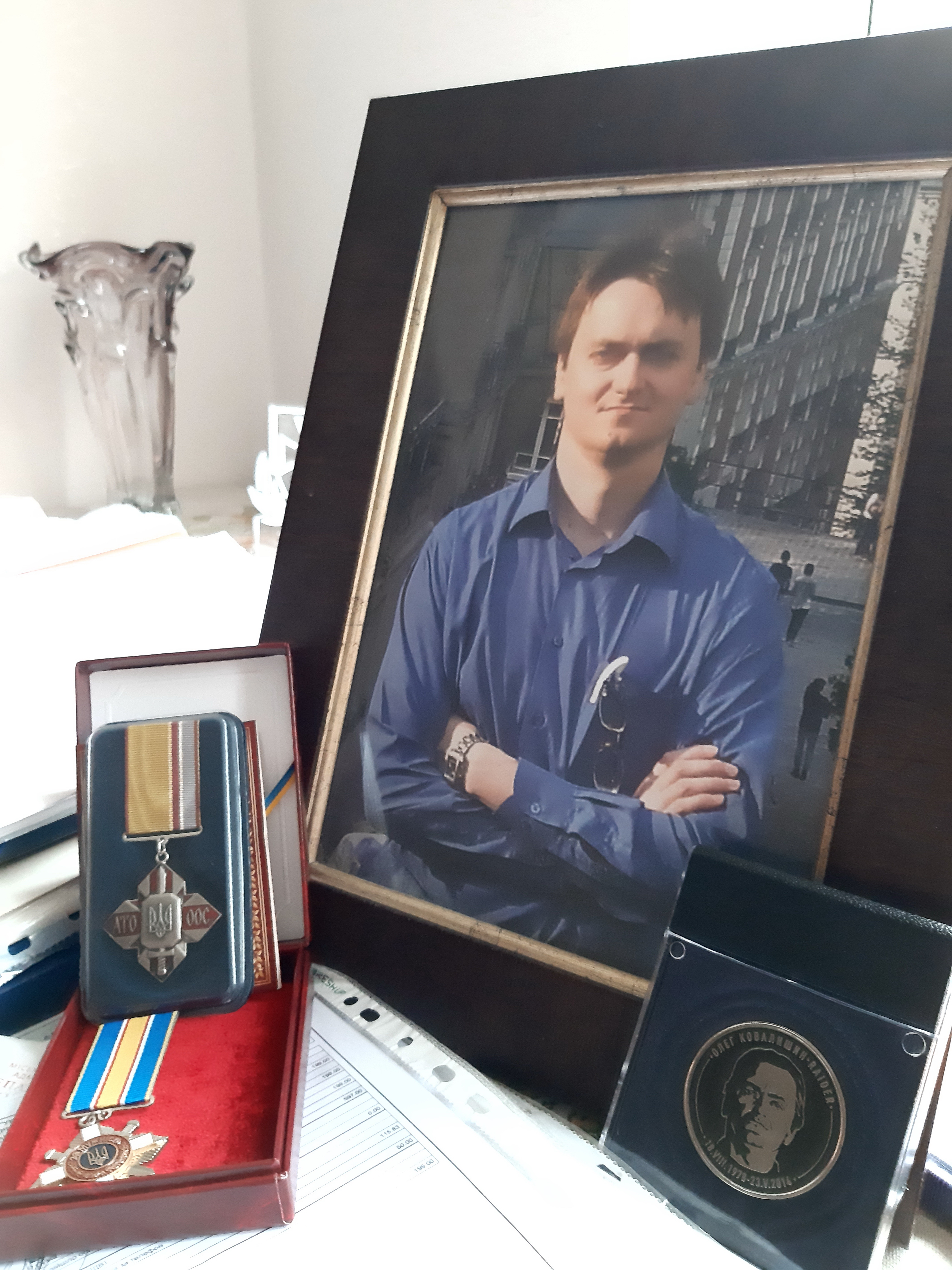
Військові нагороди Олега Ковалишина і Вікімеч